# Ӫ
Ӫ, ӫ е буква от кирилицата. Използва се за обозначаването на полузатворената предна закръглена гласна /ø/ и ненапрегнато-затворената ненапрегнато-предна закръглена гласна /ʏ/ в евенския език или полузатворената средна закръглена гласна /ɵ/ и полуотворената средна закръглена гласна /ɞ/ в хантийския език.
Буквата е лигатура и се състои от слятото изписване на кирилските букви о и е, на които е добавен диакритическият знак диерезис (две точки). Графично произлиза от друга кирилска буква Ө.

## Кодове
| Буква  | Уникод |
| ------ | ------ |
| Главна | U+04EA |
| Малка  | U+04EB |

В други кодировки буквата Ӫ отсъства.